# Pfrogner Point
Das Pfrogner Point ist eine vereiste Landspitze an der Bryan-Küste des westantarktischen Ellsworthlands. Sie befindet sich am nordwestlichen Ende der Fletcher-Halbinsel und wird teilweise vom Abbot-Schelfeis umschlossen.
Kartografisch erfasst wurde sie durch Vermessungsarbeiten des United States Geological Survey und mithilfe von Luftaufnahmen der United States Navy zwischen 1961 und 1966. Das Advisory Committee on Antarctic Names benannte sie 1968 nach Ray Long Pfrogner (* 1934), Geomagnetologe und Seismologe des United States Antarctic Research Program auf der Byrd Station von 1961 bis 1962.